# چه شاهکاری است آدمی
چه شاهکاری است آدمی (انگلیسی: What a piece of work is a man) عبارتی در تک‌گویی معروفِ نمایش‌نامه هملت اثر ویلیام شکسپیر است.
این تک‌گویی که توسط شاهزاده هملت و برای دو دوستش ؛ روزنکرانتز و گیلدنسترن بازگو می‌شود در پرده دوم، صحنه دوم این نمایش‌نامه قرار دارد.این تک‌گویی یکی از تاثیرگذارترین و مهم‌ترین تک‌گویی‌های تاریخِ نمایش‌نامه‌نویسی است.

## تک‌گویی
علتش را خودم به شما می‌گویم؛ بدین سان پیشدستی من شما را از افشای راز معاف خواهد داشت و از رازداری‌تان نسبت به شاه و شهبانو سر مویی کم نخواهد شد. از چندی پیش،- به چه سبب نمی‌دانم،- من همهٔ نشاط خود را از دست داده و ترک هر گونه ورزش معتاد خود کرده‌ام، و به راستی چنان حال افسرده‌ای دارم که زمین، این بنای نغز، به چشمم فلاتی بی‌بر می‌نماید و این سرا پردهٔ بس شگرف هوا، می‌بینید، این سایبان زیبای آسمان، این بام همایون آراسته به شعله‌های زرین، آری، این همه برای من جز تودهٔ بخارات آلوده و طاعون‌زا چیزی نیست. چه شاهکاری است آدمی! تا چه حد در خردمندی بزرگوار و در استعداد چه نامحدود است! در هیئت و در رفتار چالاک و دلپسند، و در عمل همپایهٔ فرشتگان و در فهم و ادراک پنداری خداست! زیبایی جهان است و گل سرسبد جانداران! و با این همه جوهر خاک در چشم من هیچ است. برای من گیرایی ندارد؛ نه، همچنان‌که زن نیز ندارد، هرچند گویی با لبخندتان می‌خواهید خلاف این را برسانید.